# Fred i Linda Chamberlain
Frederick Rockwell Chamberlain III i jego żona Linda – założyciele organizacji krionicznej Alcor Life Extension Foundation. Jedni z najbardziej znanych pionierów krioniki, wieloletni działacze w tej dziedzinie. Mensa w swoim newsletterze napisała, że małżonkowie Chamberlain, obok Roberta Ettingera, wnieśli do krioniki więcej niż ktokolwiek inny.

## Historia działalności w dziedzinie krioniki
Fred i Linda Chamberlain spotkali się w 1970 w wyniku ich zainteresowania krioniką. Oboje wchodzili w skład komitetu przygotowującego trzecią krajową konferencję nt. krioniki, sponsorowaną przez Cryonics Society of California (CSC). Fred pracował w Jet Propulsion Laboratory jako jeden z inżynierów programu kosmicznego, miał żonę i dwoje dzieci, jednak jego żona nie podzielała zainteresowania krioniką. Ówczesny partner Lindy także nie interesował się krioniką.
Fred i Linda zostali parą i poświęcili się działalności w dziedzinie krioniki. Stworzyli korporację krioniczną Manrise i napisali pierwszy szczegółowy podręcznik krioniki. Podręcznik i spisane w nim procedury były podstawą przyciągnięcia specjalistów technicznych do Alcor zamiast do CSC. Wiosną 1971 Fred i Linda wzięli ślub i przygotowywali się do prezentacji swojego podręcznika wraz z działającym prototypem systemu perfuzji, na czwartej krajowej konferencji nt. krioniki w San Francisco.
Wewnątrz CSC panował sprzeciw wobec zbyt szybkiego przekształcenia krioniki w wysoce skomplikowaną technologię. Były też inne problemy, nie było nawet jasne w jaki sposób CSC podejmowała decyzje i jak była zarządzana. Z tych powodów latem 1971 Fred i Linda odeszli z CSC.

## Utworzenie Alcor
Ojciec Freda, Frederick Rockwell Chamberlain Jr., był bardzo słaby po udarze mózgu, i jego prawdopodobna rychła śmierć była pośrednią przyczyną uformowania przez Freda i Lindę nowej organizacji krionicznej, Alcor Life Extension Foundation, na początku 1972. Poprzez Manrise Corporation mieli też udział w stworzeniu Trans Time, Inc. w zatoce San Francisco, której użyczyli, na zasadach kontraktu, pierwszego sprzętu do perfuzji. Pionier krioniki Mike Darwin przeprowadził się wówczas do Kalifornii i przez ponad rok był głównym technicznym pracownikiem Alcor. W ciągu tego roku, dzięki wsparciu Manrise Corporation, przeprowadził pierwsze badania, jakie zostały dokonane w dziedzinie krioniki. Próby zebrania funduszy na dalsze badania poprzez nową korporację nie powiodły się i Mike Darwin wrócił do domu w Indianapolis w stanie Indiana.
Ojciec Freda został poddany krioprezerwacji latem 1976, stając się pierwszym pacjentem „neuro” (neuroprezerwacja: krioprezerwacji poddana jest sama głowa). Ojciec Freda był przechowywany w ramach kontraktu w Trans Time, Inc. aż do 1982, kiedy to Alcor uzyskał możliwość przechowywania pacjentów we własnym lokalu.
Zarząd Alcor powiększył się, zmieniły się zasady wyboru dyrektorów. Do zespołu dołączył Jerry Leaf, a Manrise Corporation połączyła się z Trans Time, Inc., w wyniku czego Linda została dyrektorem zarówno Trans Time, Inc., jak i Alcor. Zmiany te umocniły Alcor i ruch krioniczny w ogóle.
Po 1976, małżonkowie Chamberlain woleli aby inni prowadzili działania Alcor. Fred i Linda przeprowadzili się nad jezioro Tahoe w stanie Nevada i otworzyli firmę zajmującą się wynajmem nieruchomości, Paradise Rentals. W ich posiadłości odbywał się coroczny festiwal przedłużania życia „Lake Tahoe Life Extension Festival”, aż do 1986.
Matka Lindy, Arlene Fried, odwiedziła jedną z edycji z festiwali, i za namową Lindy w 1983 zapisała się do Alcor i była jego członkiem przez kilka lat. W styczniu 1990 nagle odkryto, że jest śmiertelnie chora na raka płuc. Alcor na odległość zmobilizował grupę osób czuwających w gotowości w pobliżu, aby pomóc przy stabilizacji ciała Arlene w celu krioprezerwacji. Zarówno Jerry Leaf jak i Mike Darwin przez prawie tydzień stacjonowali w Sonomie, podczas gdy matka Lindy przechodziła, pod opieką personelu hospicjum, ostatnie stadia celowego odwodnienia na własne życzenie. Zmarła we własnym domu, w pokoju wypełnionym sprzętem krionicznym i personelem. Skutkiem tego była bardzo wysokiej jakości krioprezerwacja, najlepsza w tamtych czasach i warunkach.
W 1993, zaniepokojony chaosem politycznym wokół Alcor, pracownik Alcor, biochemik Hugh Hixon namówił małżonków Chamberlain do aktywnego włączenia się w działalność Alcor. Jesienią tego roku Fred został wybrany jednym z dyrektorów (członków rady nadzorczej) Alcor, a oboje małżonkowie Chamberlain pomogli instytucji w przeprowadzce do Scottsdale w stanie Arizona. W lutym 1997 Steve Bridge złożył rezygnację ze stanowiska prezesa Alcor, a Chamberlains zaproponowali, że poświęcą swój cały czas dla Alcor. Fred został prezesem, a Linda – Suspension Manager (osobą odpowiedzialną za zastosowanie protokołu krioprezerwacji).
Alcor znajdował się w trudnej sytuacji, kiedy małżeństwo Chamberlain dołączyło do zespołu, próbując jednocześnie opłacić pracowników oraz inwestować w nowe technologie. Utworzono program dożywotniego członkostwa (Life Membership), a Linda utworzyła korporację wspierającą Alcor, która przejęła odpowiedzialność za usługi krioprezerwacji (BioTransport, Inc.), idąc śladami wcześniejszych Manrise Corporation, Trans Time, Inc., i Cryovita Corporation (firma Jerry’ego Leafa świadcząca usługi krioprezerwacji). Trudności w zdobyciu kapitału i znalezienia właściwych pracowników doprowadziły do utworzenia firmy zależnej przechowującej komórki (Cells4Life, Inc.), jednak brak kapitału ostatecznie spowodował upadek obu nowych przedsięwzięć.
Małżonkowie Chamberlain przejęli cały dług i leasing sprzętu po obu korporacjach (BioTransport, Inc. i Cells4Life, Inc.). W obliczu upadku dwóch firm oraz nierozwiązanego sporu z Alcor o zwrot kosztów poniesionych przez BioTransport, Inc. na utworzenie programu witryfikacji w Alcor, małżonkowie Chamberlain zlikwidowali ich polisy ubezpieczeniowe przeznaczone na ich własną krioprezerwację w przyszłości, i w 2001 ogłosili bankructwo.
Okoliczności przymusowego ustąpienia Lindy ze stanowiska prezesa Alcor zaledwie w kilka miesięcy po objęciu stanowiska, oraz nierozwiązanie sporów finansowych, ostatecznie przyczyniły się do zapisania się małżonków Chamberlain do Cryonics Institute (CI), i konieczności rozpoczęcia procedury zorganizowania krioprezerwacji, zdobycia środków i podpisania stosownych umów – od początku.

## Krioprezerwacja Freda
22 marca 2012 Fred Chamberlain został poddany neuroprezerwacji (sama głowa) w Alcor. Jego żona, Linda, opublikowała z tej okazji dokument upamiętniający Freda oraz ogłaszający jego krioprezerwację.